# Abolição da Prússia

A Prússia durante a República de Weimar.

A Abolição da Prússia (em alemão: Abschaffung von Preußen) ocorreu formalmente em 25 de fevereiro de 1947, pelo decreto nº 46 do Conselho de Controle Aliado.
Isso resultou na dissolução, em 1954, da Academia Prussiana de Artes. Em 1972, a Academia Prussiana de Ciências foi renomeada. Foi abolida e substituída pela Academia de Ciências e Humanidades de Berlim-Brandenburg em 1992 como parte da reunificação alemã.